# Fincke (herb szlachecki)
Fincke (Finke) – herb szlachecki z nobilitacji galicyjskiej. Według odosobnionej opinii Uruskiego jest to odmiana herbu szlacheckiego Ostoja. Nie należy mylić go z herbem Finckensteinów (Ostoja Pruska), który również bywa nazywany Fink (Finck).

## Opis herbu
W polu czerwonym dwa półksiężyce złote barkami ku sobie w słup, nad nimi takaż gwiazda sześciopromienna. W klejnocie pięć piór strusich, na których kotwica złota na opak. Labry czerwone podbite złotem.

## Najwcześniejsze wzmianki
Nadany 26 IV 1805 przez cesarza Franciszka II z przydomkiem von Finckenthal, Beniaminowi Fincke, bankierowi z Lublina

## Herbowni
Fink (Fincke, Finke) von Finkenthal.
Podobnego herbu, lecz w błękitnym polu używa pruski ród szlachecki Finck von Finckenstein, którego główna gałąź otrzymała tytuł hrabiów cesarstwa w 1710.